# Mario Bernardis
Mario Bernardis (Pola, 14 giugno 1931) è un ex arbitro di calcio italiano.

## Carriera
Si iscrive e prende la tessera alla sezione di Trieste prima, dal 1961 al 1968, e di Roma poi, dal 1968 al 1974, essendosi trasferito per lavoro a Latina. È in seguito inserito nei quadri della Sezione di Milano.
Aveva iniziato arbitrando la Serie B nella stagione 1961-1962.
Ha arbitrato undici stagioni in Serie A, dove ha diretto centoundici partite. Ha esordito il 19 aprile 1964 dirigendo l'incontro Torino-Fiorentina (0-3), mentre ha arbitrato l'ultima gara il 28 aprile 1974, precisamente Lazio-Genoa (1-0).
Nel 1967 ha arbitrato la finale di Coppa Italia, che in quegli anni si disputava in gara unica.
Nel 1964 ha ottenuto il Premio Florindo Longagnani, prestigioso riconoscimento dell'AIA che viene assegnato al miglior arbitro esordiente in Serie A.

## Curiosità
Il 10 gennaio 1971 arbitrava la partita Milan-Bologna, dove avvenne il grave scontro di gioco tra Franco Liguori (Bologna) e Romeo Benetti (Milan) che ha posto fine alla carriera del giocatore degli emiliani: nella circostanza assegnò un calcio di punizione contro il Bologna per simulazione.